# Will Stevens
Will Stevens (n. 28 iunie 1991, Rochford, Anglia, Regatul Unit) este un fost pilot de Formula 1. De-a lungul carierei a luat startul în 18 curse, niciuna din pole-position. Nu a câștigat nicio cursă și nu a terminat niciodată pe podium, acumulând 0 puncte în întreaga activitate ca pilot de Formula 1.